# 473. pehotni polk (Wehrmacht)
Za druge 473. polke glejte 473. polk.
473. pehotni polk (izvirno nemško Infanterie-Regiment 473) je bil eden izmed pehotnih polkov v sestavi redne nemške kopenske vojske med drugo svetovno vojno.

## Zgodovina
Polk je bil ustanovljen 26. avgusta 1939 kot polk 4. vala v WK VI iz nadomestnih bataljonov: I. in II. 60. ter II. 78. pehotnega polka; polk je bil dodeljen 253. pehotni diviziji. 
7. februarja 1940 je bil II. bataljon izvzet iz sestave in dodeljen 527. pehotnemu polku; 30. septembra istega leta je podobna usoda doletela tudi III. bataljon, ki je bil dodeljen 426. pehotnemu polku; obe enoti sta bili nadomeščeni.
Leta 1942 je bil v bojih razpuščen I. bataljon.
15. oktobra 1942 je bil polk preimenovan v 473. grenadirski polk.